# Jequitinhonha (gemeente)
Jequitinhonha is een gemeente in de Braziliaanse deelstaat Minas Gerais. De gemeente telt 25.060 inwoners (schatting 2009).

## Aangrenzende gemeenten
De gemeente grenst aan Almenara, Felisburgo, Itaobim, Joaíma, Medina, Pedra Azul, Ponto dos Volantes en Rubim.